# Tiếng Kikuyu
Tiếng Kikuyu hay tiếng Gikuyu (Gĩkũyũ [ɣēkōjó]) là một ngôn ngữ Bantu chủ yếu được nói bởi người Kikuyu (Agĩkũyũ) ở Kenya. Với chừng 7 triệu người (22% dân số Kenya), đây là dân tộc đông người nhất tại Kenya. Tiếng Kikuyu được sử dụng ở khu vực nằm giữa Nyeri và Nairobi. Đây là một trong năm ngôn ngữ thuộc phân nhóm Thagichu, có mặt ở Kenya và Tanzania.

## Ngữ âm
Kí tự trong dấu ngoặc đơn là chữ cái dùng khi viết.

### Nguyên âm
|          | Trước |  | Giữa | Sau   |
| -------- | ----- |  | ---- | ----- |
| Đóng     | i     |  |      | u     |
| Nửa đóng | e (ĩ) |  |      | o (ũ) |
| Nửa mở   | ɛ (e) |  |      | ɔ (o) |
| Mở       |       |  | a    |       |

### Phụ âm
|          |                         | Đôi môi | Răng/ Chân răng | Vòm      | Ngạc mềm | Thanh hầu |
| -------- | ----------------------- | ------- | --------------- | -------- | -------- | --------- |
| Tắc      | vô thanh                |         | t (t)           |          | k (k)    |           |
| Tắc      | mũi hóa trước hữu thanh | ᵐb (mb) | ⁿd (nd)         |          | ᵑɡ (ng)  |           |
| Tắc xát  | Tắc xát                 |         |                 | ᶮdʒ (nj) |          |           |
| Mũi      | Mũi                     | m (m)   | n (n)           | ɲ (ny)   | ŋ (ng')  |           |
| Xát      | vô thanh                |         |                 | ʃ (c)    |          | h (h)     |
| Xát      | hữu thanh               | β (b)   | ð (th)          |          | ɣ (g)    |           |
| R        | R                       |         | ɾ (r)           |          |          |           |
| Tiếp cận | Tiếp cận                |         |                 | j (y)    | w (w)    |           |

Phụ âm mũi có trước nhiều khi được phát âm mà không mũi hóa (/ᵐb ⁿd ᶮdʒ ᵑɡ/ trở thành [b d dʒ ɡ]).

### Thanh điệu
Tiếng Kikuyu có hai thanh ngang (cao và thấp), một thanh đi lên, và một downstep.

## Ngữ pháp
Cấu trúc từ chủ yếu là SVO (chủ–động–tân), và tính từ theo sau danh từ.

## Văn hóa
Một số tác phẩm văn học viết bằng tiếng Kikuyu. Ví dụ, Mũrogi wa Kagogo (Wizard of the Crow) của Ngũgĩ wa Thiong'o. Một số tác giả khác sáng tác bằng tiếng Kikuyu là Gatua wa Mbũgwa và Waithĩra wa Mbuthia.